# Neil Coles
Neil C Coles (Londen, 25 september 1934) is een Engelse golfprofessional en golfbaanarchitect.

## Loopbaan
Op de leeftijd van 16 jaar werd Coles professional. Hij was dus ruim zes decennia professional, iets wat alleen Sam Snead eerder presteerde. Op zijn 70ste verjaardag werd Coles erelid van de Europese Tour.
Coles heeft 31 wedstrijden gewonnen, waarvan zeven op de Europese Tour tussen 1972 en 1982. Hoewel de Tour pas in 1972 begon, werden zijn eerdere overwinningen op het Europese Circuit meestal meegeteld. Tussen 1973 en 1979 speelde hij 68 toernooien zonder ooit de cut te missen.

## Gewonnen
Voor 1972
- 1955: Hertfordshire Open
- 1956: Gor-Ray Tournament
- 1960: Coombe Hill Assistants
- 1961: Ballantine Tournament
- 1962: Senior Service Tournament
- 1963: Engadine Tournament, Daks Tournament (tie met Peter Alliss), Martini International (tie met Christy O'Connor sr.)
- 1964: Bowmaker Tournament, Daks Tournament, News of the World Matchplay
- 1965: News of the World Matchplay, Carroll's International
- 1966: Pringle of Scotland Tournament, British Masters
- 1970: Walworth Aloyco, Sumrie Clothes Better-Ball (met Bernard Hunt), Italiaans BP Open, Bowmaker Tournament, Daks Tournament
- 1971: Penfold Bournemouth Tournament, Daks Tournament (tie met Brian Huggett), Carroll's International, Duits Open in Bremen

Europese Tour
- 1972: Sunbeam Electric Scottish Open (play-off)
- 1973: Sumrie Clothes Better-Ball (met Bernard Hunt), Spaans Open, Benson & Hedges Matchplay Kampioenschap
- 1974: W.D. & H.O. Wills Tournament
- 1976: Penfold PGA Championship (play-off)
- 1977: Tournament Players Championship
- 1982: Sanyo Open

## European Seniors Tour
- 1992: Collingtree Homes Seniors Classic op de Collingtree Park Golf Club
- 1993: Gary Player Seniors Classic op de St Pierre Golf in Wales
- 1995: Collingtree Seniors op Collingtree Park
- 1997: Ryder Collingtree Seniors Classic op Collingtree Park
- 1998: Philips PFA Golf Classic op Meon Valley
- 1999: Energis Senior Masters op Wentworth en het Dalmahoy Scottish Seniors Open op Delmahoy
- 2000: Microlease Jersey Seniors Open op La Moye GC
- 2002: Lawrence Batley Seniors op Huddersfield GC.

Als Neil Coles dit laatste toernooi wint, vestigt hij een nieuw record, hij is de oudste winnaar op de Tour (67 jaar en 276 dagen). Ook is hij wereldwijd de oudste winnaar op enige Senior Tour.

Een eerder record vestigt hij in 1979, als hij 56 wedstrijden achter elkaar de cut haalt.
In Engeland wint hij het PGA Seniors Championship in 1985, 1986, 1987 en 1989.

## Teams
- Ryder Cup (8): 1961, 1963, 1965, 1967, 1969, 1971, 1973, 1977.
- World Cup of Golf: 1963, 1968
- Hennessy Cognac Cup: 1974 (gewonnen), 1976, 1978 (gewonnen), 1980 (gewonnen)
- Double Diamond: 1971 (gewonnen), 1973, 1975, 1976 (gewonnen), 1977
- Praia D'el Rey European Cup: 1998, 1999

## Golfbaanarchitect
Coles heeft o.a. de PGA Golf de Catalunya ontworpen, waar in 2008 de Tourschool de 'Final Stage' (de laatste zes rondes) wordt gehouden.